# Euhesma tasmanica
Euhesma tasmanica là một loài Hymenoptera trong họ Colletidae. Loài này được Cockerell mô tả khoa học năm 1918.